# Radeon R200
 (janvier 2019).
Si vous disposez d'ouvrages ou d'articles de référence ou si vous connaissez des sites web de qualité traitant du thème abordé ici, merci de compléter l'article en donnant les références utiles à sa vérifiabilité et en les liant à la section « Notes et références ».
Le Radeon 200 (R200) est la seconde génération de GPU utilisé dans les cartes graphiques Radeon, développé par ATI Technologies et exploité entre 2001 et 2003.
Ce processeur graphique propose une accélération 3D basée sur Microsoft Direct3D 8.1 et OpenGL 1.3, une amélioration majeure en termes de fonctionnalités et de performances par rapport à la conception précédente du Radeon R100. Le GPU inclut également une accélération graphique 2D, une accélération vidéo et plusieurs sorties d'affichage.
« R200 » fait référence au nom de code de développement de la génération du GPU initialement publié. Il est la base pour une variété d'autres produits qui se succèdent.